# Adulte

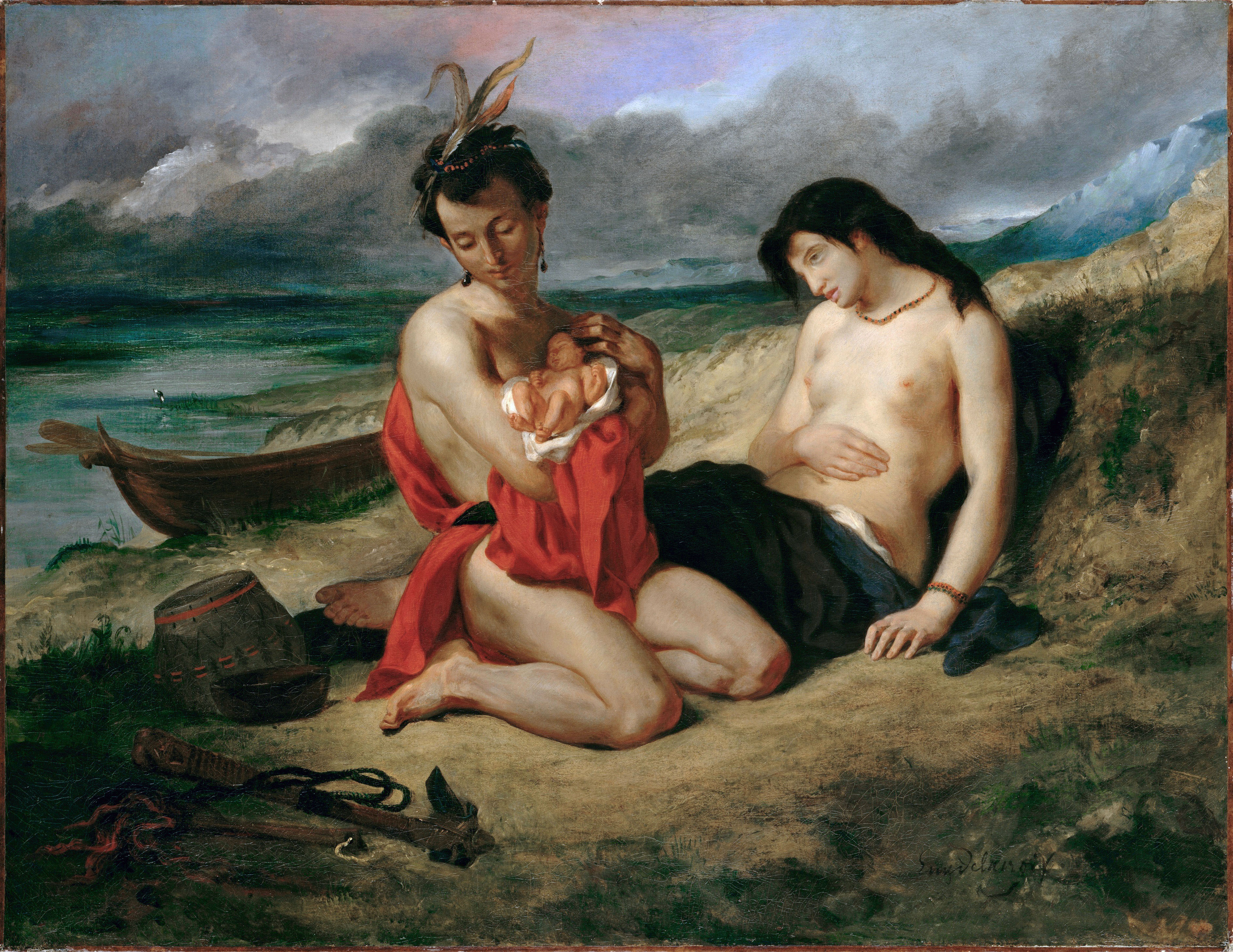
Le tableau Les Natchez d'Eugène Delacroix (1835) représente un couple d'humains adultes et leur nouveau-né.

Dans son sens le plus général, un adulte (du latin ădultus, a, um, « crû, grandi, développé », participe passé d'ădŏlēscĕre dont le présent est ădŏlēscēns, -centĭa) est un individu biologiquement stable qui, ayant acquis sa maturité sexuelle, est susceptible de se reproduire. L'âge adulte est l'une des périodes de la vie.
Dans l'espèce humaine, le terme adulte ne désigne plus nécessairement un individu ayant atteint la puberté : depuis la généralisation de l'expérience sociale de l'adolescence dans les sociétés industrialisées, le terme adulte définit souvent un individu ayant terminé cette phase de développement relativement récente qu'est l'adolescence, normalement à un âge compris entre 18 et 21 ans. On considère généralement que le développement d'un individu se fait sur trois plans : le plan physique, le plan des émotions et le plan de l'intellect. Le passage à la phase adulte est acquis lorsque le jeune a atteint sa maturité.
Il ne faut pas confondre le concept de l'adulte avec celui du majeur, qui est un individu ayant atteint l'âge de la majorité, soit l'âge auquel il est considéré comme pleinement capable d'exercer ses droits ou pleinement responsable sur le plan de la loi. Comme la loi est différente selon les pays, des personnes du même âge, 18 ans par exemple, peuvent être des citoyens majeurs, au Canada ou en France, mais être mineurs en Égypte où la majorité est fixée à 21 ans.

## Biologie
En biologie, pour un organisme vivant, le stade adulte est la période du cycle de vie qui correspond à la maturité sexuelle.
Il se distingue par la présence d'un système reproducteur et d'éventuels caractères sexuels secondaires.
Chez les animaux, ce stade survient en dernier lieu, après plusieurs transformations plus ou moins profondes. Par exemple, l'insecte au stade adulte se nomme l'imago et succède généralement à l'œuf, la larve et la nymphe, et le poisson passe le plus souvent par les stades d'œuf, d'alevin, de juvénile et éventuellement de subadulte avant de devenir adulte.
Chez les végétaux, le stade adulte correspond à celui où la fructification devient possible.

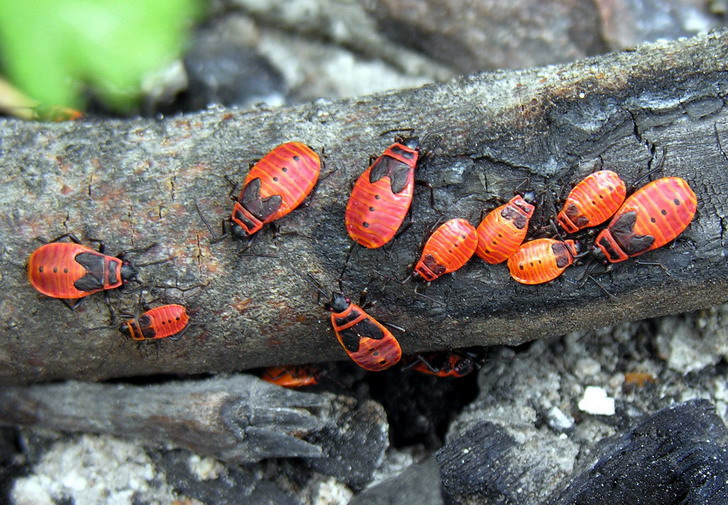
Nymphes de gendarmes (Pyrrhocoris apterus) à différents stades
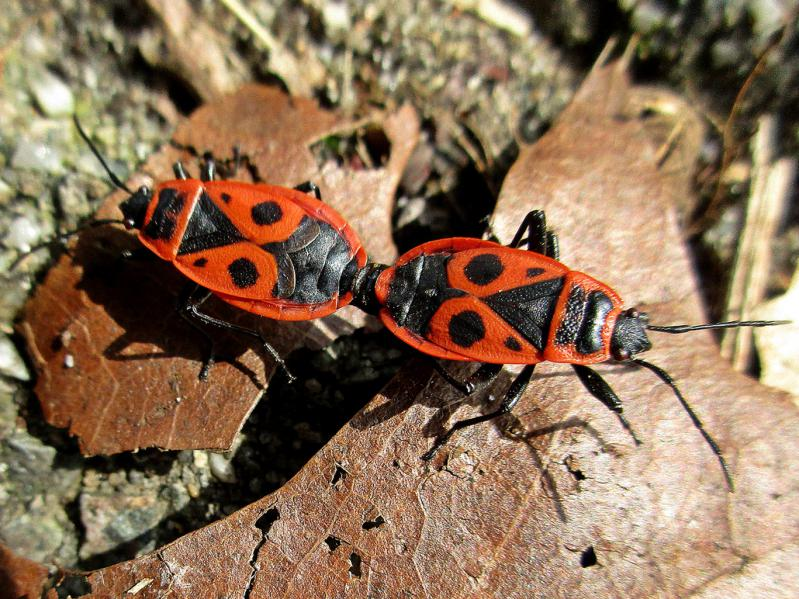
Stade adulte du gendarme
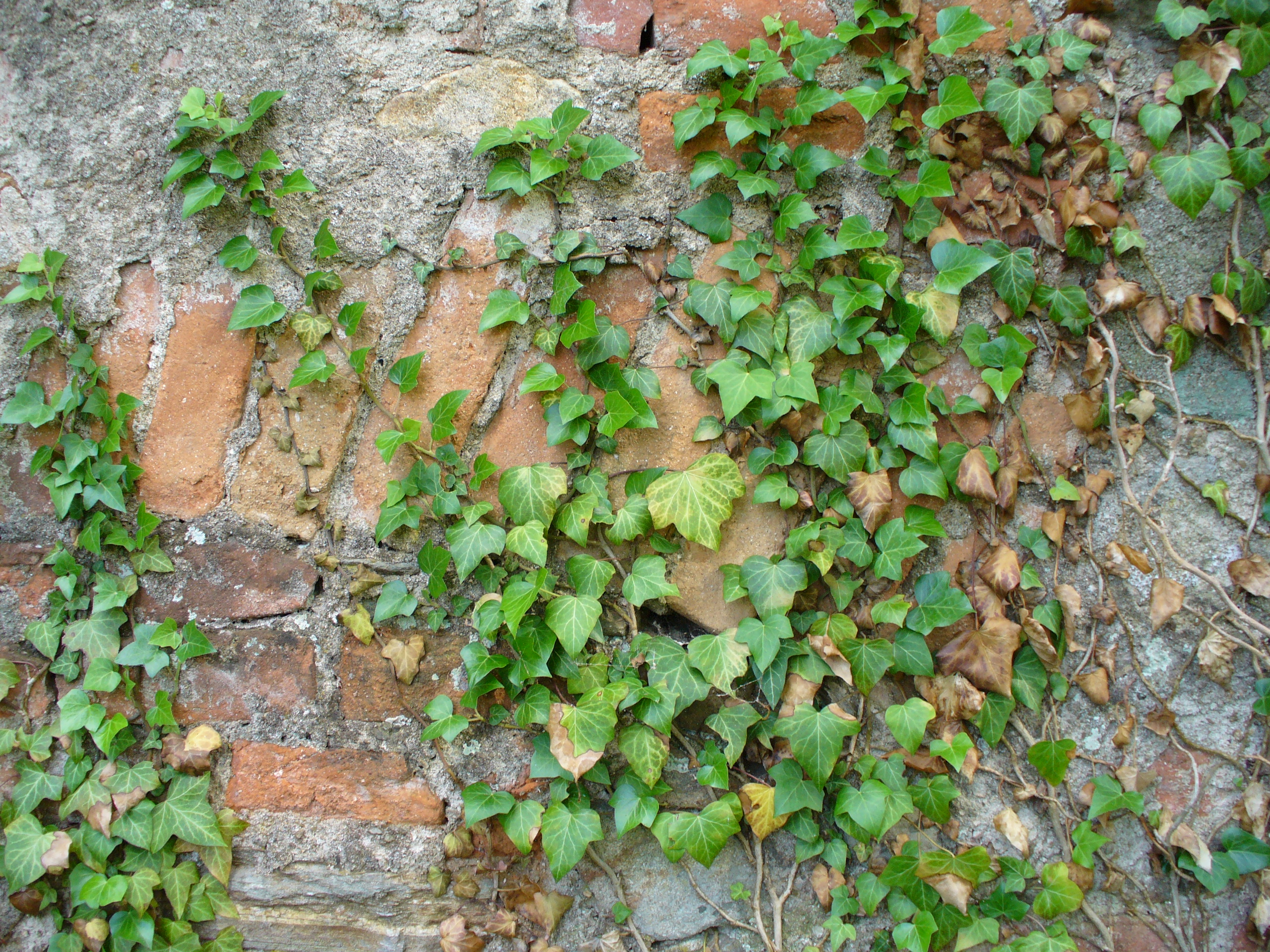
Lierre (Hedera helix) au stade juvénile
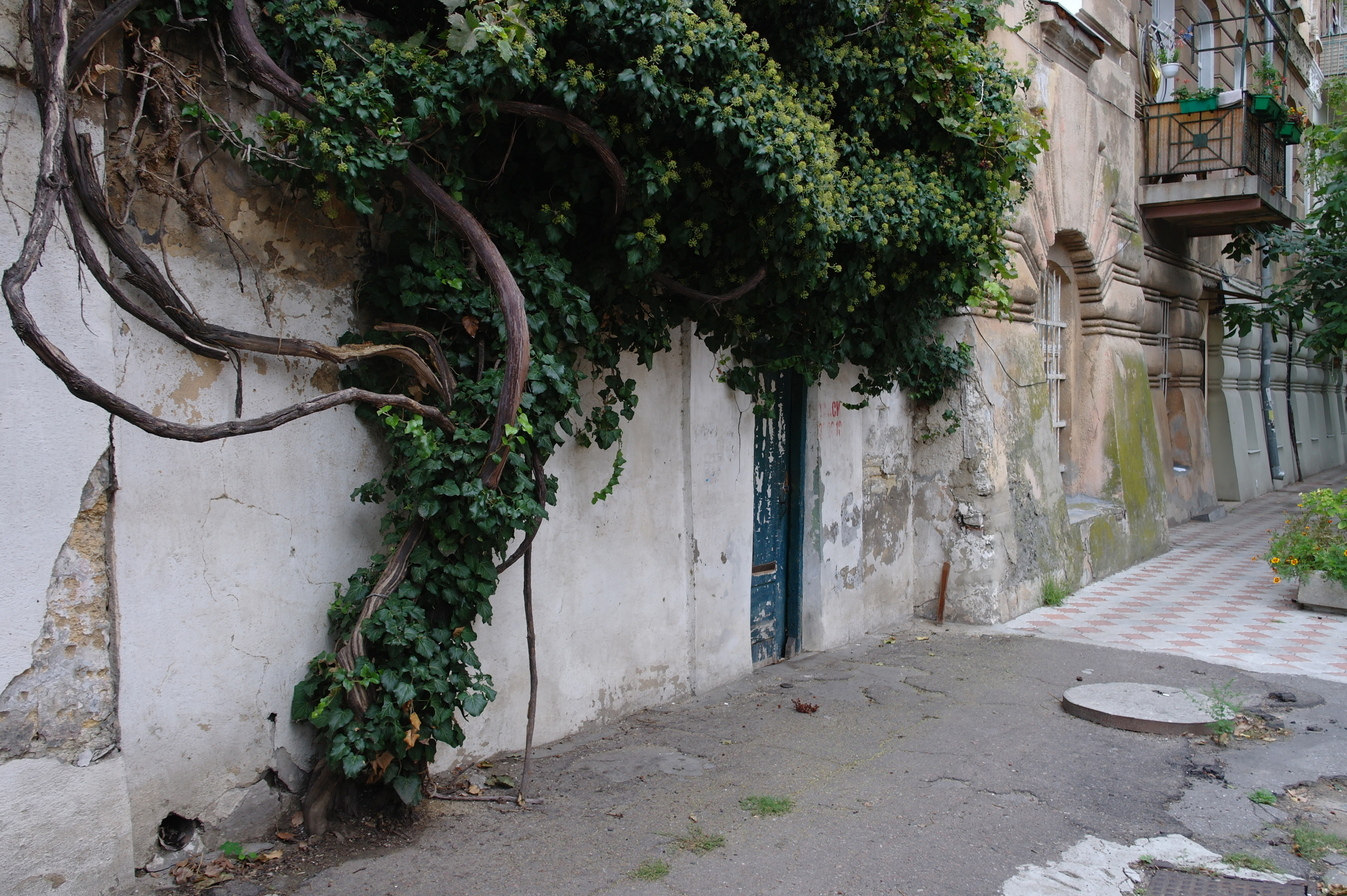
Lierre adulte en fleurs

### Persistance de caractères juvéniles

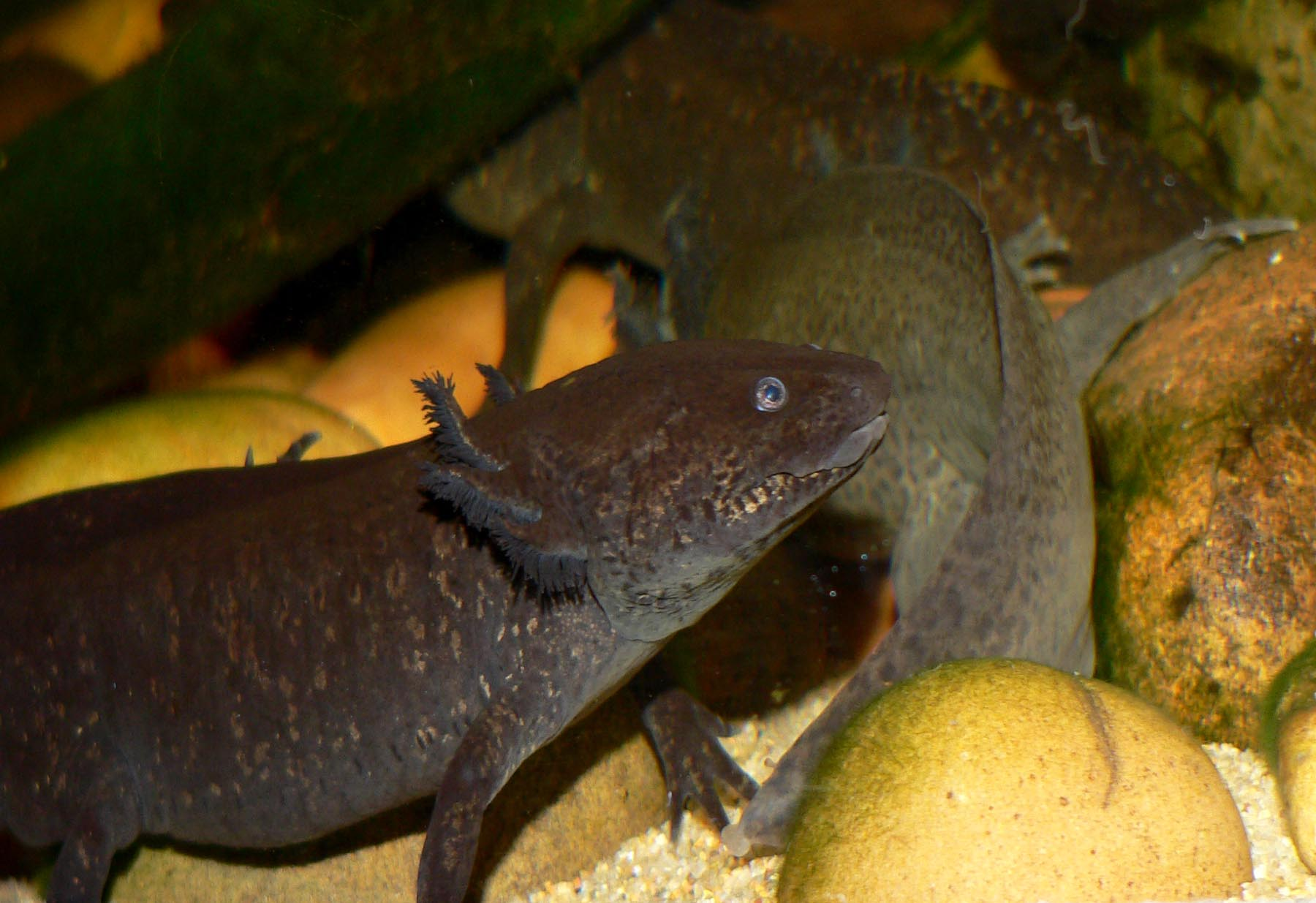
L'Axolotl (Ambystoma mexicanum) est capable de se reproduire à l'état larvaire aquatique, sans jamais se métamorphoser en adulte terrestre.

La pédomorphose ou juvénilisation, donne lieu à un mélange de caractères adultes et juvéniles, soit par une accélération de la maturation sexuelle de l'organisme (Progenèse), soit par un ralentissement (Néoténie). C'est le cas par exemple de l'Axolotl (Ambystoma mexicanum) qui peut se reproduire à l'état larvaire, avec notamment le maintien des branchies, sans jamais se métamorphoser en adulte à moins d'être contraint d'abandonner son milieu aquatique et donc de développer des poumons.
Par extension, il est possible aussi de parler de stade adulte à l'aboutissement de chaque étape de métamorphose : œuf adulte s'il est prêt à éclore, chenille adulte arrivée à sa taille maximum avant de devenir une nymphe, fleur adulte à son plein développement, etc,.

## Espèce humaine

### L'acquisition du statut d'adulte

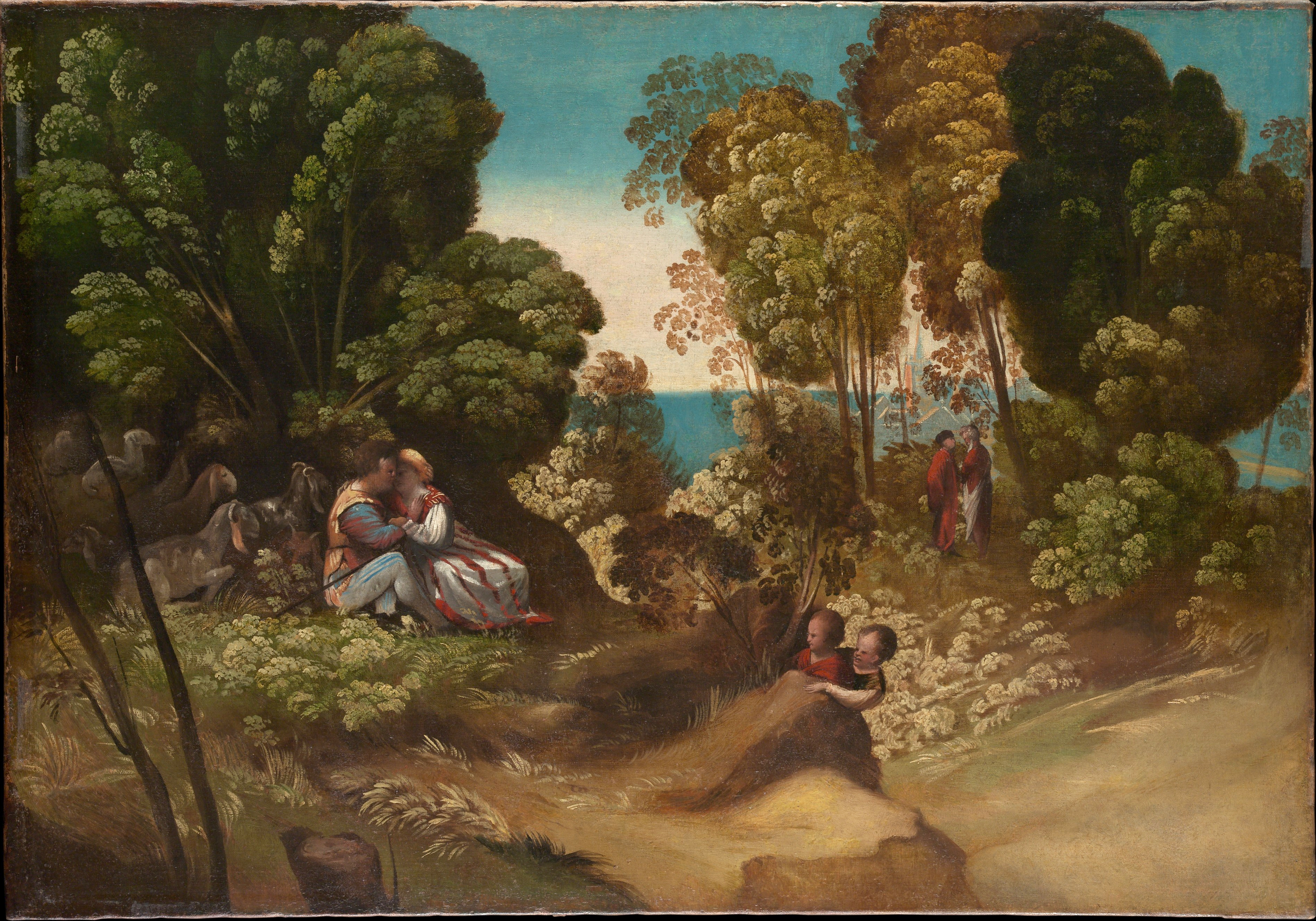
Dosso Dossi, Les trois âges de l'homme.

Est considéré comme adulte la personne dont l'âge se situe après la période d'adolescence.
L'accès à l'âge adulte n'est pas institutionnalisé, son seul critère légal est l'âge de la majorité qui varie selon les pays. L'adulte devient alors responsable de ses actes, de ses paroles et doit être capable de s'engager par ce qu'il produit (contrat de travail, actes civils, parentalité, etc.).
L'entrée dans la vie adulte est traditionnellement marquée par des rites de passage.
La vie adulte peut être séquencée en trois périodes qui correspondent à ses avancées dans sa structuration : le jeune adulte, l'adulte au mi-temps de sa vie, et l'adulte accompli. Les expériences réalisées au cours de ces étapes permettent le passage de l'une à l'autre, sans pour autant pouvoir les délimiter ; elles doivent permettre à l'adulte de se saisir des clefs de compréhension des codes qui lui seront indispensables pour préserver, et si possible consolider, son autonomie. Pour être considéré adulte l'autonomie acquise doit recouvrir plusieurs champs : physiologique (fonctionnelle, corporelle) ; financier (subvenir à ses besoins) ; de pensée (prise de position personnelle, distinguer l'essentiel de l'accessoire, maîtrise du jugement, prévoir les conséquences de ses actes) et morale (distinction du bien et du mal, hiérarchisation de ses propres valeurs, honorer ses engagements).
Une maturité affective[réf. souhaitée] permettra de décohabiter, de se passer de ses parents, et de découvrir des sources personnelles d'affections. L'être adulte doit pour cela accéder à un esprit de responsabilité individuel et l'assumer en se projetant dans l'avenir en intégrant les normes, les valeurs, les interdits et satisfaire à ses obligations. La rencontre avec autrui et la capacité à établir des relations en se dégageant d'un égocentrisme (faire avec et au milieu des autres) devient un facteur de cohésion sociale, garant d'une vie en société décente et acceptable pour tous.
Une des caractéristiques de cette période de la vie adulte tient à son parcours non linéaire, constitué de multiples changements et de choix auxquels il aura à faire face. La structuration de la vie adulte est constituée d’un trajet au cours duquel l'adulte fait des expériences, des réalisations qui vont au fur et à mesure l'amener d'une dépendance ou relative dépendance, à une plus grande autonomie, qui sera signe de maturité. Ce processus de maturité implique l'adaptation à de nouveaux rôles, la résolution d’indécision, la modification d'attitudes trop exclusives, l'acquisition de nouvelles compétences, l'acceptation de l'incertitude de l'avenir.

### Caractéristiques
Il y a des qualités qui symbolisent l'âge adulte dans la plupart des cultures.[réf. souhaitée] Cependant, l'âge adulte ne garantit pas ces caractéristiques.
| Caractère          | Description                                                              |
| ------------------ | ------------------------------------------------------------------------ |
| Maîtrise de soi    | retenue, contrôle de ses émotions                                        |
| Stabilité          | personnalité stable, forte                                               |
| Indépendance       | capacité d'autorégulation                                                |
| Sérieux            | capacité de faire face à la vie de manière sérieuse                      |
| Responsabilité     | responsabilité, engagement, fiabilité                                    |
| Méthode/Diplomatie | capacité à anticiper et à planifier pour l'avenir, patience              |
| Endurance          | capacité et volonté de faire face aux difficultés qui se présentent      |
| Expérience         | largeur d'esprit, compréhension                                          |
| Objectivité        | mise en perspective et réalisme                                          |
| Prise de décisions | capacité de prendre des décisions                                        |
| Priorités          | capacité de déterminer ce qui est nécessaire à tel endroit à telle heure |

### Acception particulière
Le mot « Adulte » est utilisé en analyse transactionnelle dans les états du Moi : il désigne un ensemble de comportements.